# کمپی اوسوی
کمپی اوسوی (انگلیسی: Kempei Usui؛ زادهٔ ۱۵ مهٔ ۱۹۸۷) بازیکن فوتبال اهل ژاپن است.
از باشگاه‌هایی که در آن بازی کرده‌است می‌توان به باشگاه فوتبال شیمیزو اس-پالس و باشگاه فوتبال جف یونایتد ایچیهارا چیبا اشاره کرد.